# Polipòdides
Les polipòdides (Polypodiidae) són una subclasse de plantes vasculars sense llavors dins de la classe polipodiòpsides que inclou la majoria de les falgueres modernes. Reben el nom informal de falgueres leptoesporiangiades pel tipus d'esporangis.
Hi ha unes 10.378 espècies actuals comparat amb les 247 espècies de totes les altres falgueres i grups afins (Equisetidae, Ophioglossidae i Marattiidae). Gairebé un terç de les leptosporangiades són plantes epífites.

## Nomenclatura
Han rebut diferents noms en les diferents classificacions proposades en el passat, com ara pteridòpsides (Pteridopsida), polipodiòpsides (Polypodiopsida) filícids (Filicidae) o filicals (Filicales).

## Característiques
Els esporangis surten d'una cèl·lula epidèrmica única, d'on deriva el nom de falgueres leptosporangiades, i no d'un grup de cèl·lules com en les Falgueres eusporangiades.

## Taxonomia
Segons la classificació consensuada pel Pteridophyte Phylogeny Group les polipòdides es subdivideixen en els següents ordres i famílies:
Ordre Osmundales
- Família Osmundaceae

Ordre Hymenophyllales
- Família Hymenophyllaceae

Ordre Gleicheniales
- Família Gleicheniaceae
- Família Dipteridaceae
- Família Matoniaceae

Ordre Schizaeales
- Família Lygodiaceae
- Família Anemiaceae
- Família Schizaeaceae

Ordre Salviniales
- Família Marsileaceae
- Família Salviniaceae (incloent-hi Azollaceae)

Ordre Cyatheales
- Família Thyrsopteridaceae
- Família Loxsomataceae
- Família Culcitaceae
- Família Plagiogyriaceae
- Família Cibotiaceae
- Família Cyatheaceae
- Família Dicksoniaceae
- Família Metaxyaceae

Ordre Polypodiales
- Subordre Saccolomatineae
  - Família Saccolomataceae
- Subordre Lindsaeineae
  - Família Cystodiaceae
  - Família Lonchitidaceae
  - Família Lindsaeaceae
- Subordre Pteridineae
  - Família Pteridaceae
- Subordre Dennstaedtiineae
  - Família Dennstaedtiaceae
- Subordre Aspleniineae
  - Família Cystopteridaceae
  - Família Rhachidosoraceae
  - Família Diplaziopsidaceae
  - Família Desmophlebiaceae
  - Família Hemidictyaceae
  - Família Aspleniaceae
  - Família Woodsiaceae
  - Família Onocleaceae
  - Família Blechnaceae
  - Família Athyriaceae
  - Família Thelypteridaceae
- Subordre Polypodiineae
  - Família Didymochlaenaceae
  - Família Hypodematiaceae
  - Família Dryopteridaceae
  - Família Nephrolepidaceae
  - Família Lomariopsidaceae
  - Família Tectariaceae
  - Família Oleandraceae
  - Família Davalliaceae
  - Família Polypodiaceae